# Tungres
Els tungres (en llatí Tungri o Tongri, en grec antic Τοῦγγροι) eren un poble germànic que Claudi Ptolemeu situa a l'est d'un riu anomenat Tabullas, que tenia per capital Atuatuca, Atuatuca Tungrorum en llatí, l'actual ciutat flamenca de Tongeren. Ammià Marcel·lí anomena Tongren a aquesta ciutat. Una altra ciutat seva era Colonia Agrippina (Colònia), on queden algunes restes de l'època romana.
Segons diu Tàcit a Germània, els primers que van creuar el Rin van ser els tungres i van expulsar els gals, i ara s'anomenaven germànics. Tàcit parla dels tungres dues vegades més, en un dels llocs diu que anaven acompanyats dels nervis. Plini el Vell diu que més tard van ocupar el lloc dels eburons, als que Juli Cèsar afirmava que havia exterminat durant la Guerra de les Gàl·lies. Sembla que els tungres ocupaven una gran extensió de territori, i englobava diverses tribus. Segons la Notitia Dignitatum els tungres i els agrippinenses ocupaven tota la Germania Secunda, i hi ha algunes proves que els bisbes de Tongeren tenien un territori que arribava a tocar de Reims.